# Lonelyhearts
Lonelyhearts és una pel·lícula estatunidenca dirigida per Vincent J. Donehue, estrenada l'any 1958.

## Argument
Adam White (Montgomery Clift), que vol aconseguir l'èxit periodístic tant sí com no, es veurà obligat a suportar un cínic editor. D'altra banda, haurà de superar els seus problemes amb les dones

## Repartiment
- Montgomery Clift: Adam White
- Robert Ryan: William Shrike
- Myrna Loy: Florence Shrike
- Dolores Hart: Justy Sargeant
- Maureen Stapleton: Fay Doyle
- Jackie Coogan: Ned Gates
- Mike Kellin: Frank Goldsmith
- Onslow Stevens: el Sr. Lassiter
- Frank Overton: el Sr. Sargeant

## Nominacions
- Oscar a la millor actriu secundària per Maureen Stapleton
- Globus d'Or a la millor actriu secundària per Maureen Stapleton